# مهران قاسمی
بقراط قاسمی (زاده ۲۰ آبان ۱۳۶۹) یک بازیکن فوتبال است که هم‌اکنون  برای هیچ تیمی بازی نمی‌کند. وی در پست هافبک بازی می‌ کرد، و سابقه حضور در تیم فوتبال استیل آذین را نیز دارد.